# Атлетика на Летњим параолимпијским играма 2016 — 800 метара за мушкарце T53
Трка на 800 метара у класи 53 за мушкарце, била је једна од 29 дисциплина атлетског програма на Летњим параолимпијским играма 2016. у Рио де Жанеиру, Бразил. Такмичење је одржано 14. и 15. септембра на Олимпијском стадиону Жоао Авеланж.

## Земље учеснице
Учествовало је 16 такмичара из 11 земаља.
1. Аустралија (1)
2. Ирска (1)
3. Јапан (1)
4. Јужна Кореја (2)
5. Канада (2)
6. Кина (2)
7. Кувајт (1)
8. САД (2)
9. Тајланд (2)
10. Уједињено Краљевство (1)
11. Француска (1)

## Рекорди пре почетка такмичења
(стање 8. септембра 2016)
| Рекорди пре почетка Параолимпијских игара 2016. | Рекорди пре почетка Параолимпијских игара 2016. | Рекорди пре почетка Параолимпијских игара 2016. | Рекорди пре почетка Параолимпијских игара 2016. | Рекорди пре почетка Параолимпијских игара 2016. | Рекорди пре почетка Параолимпијских игара 2016. |
| ----------------------------------------------- | ----------------------------------------------- | ----------------------------------------------- | ----------------------------------------------- | ----------------------------------------------- | ----------------------------------------------- |
| Светски рекорд                                  | 1:34,43                                         | Џошуа Џорџ                                      | Сједињене Државе                                | Арбон, Швајцарска                               | 4. јун 2015.                                    |
| Параолимпијски рекорд                           | 1:36,30                                         | Хуџао Ли                                        | Кина                                            | Пекинг, Кина                                    | 15. септембар 2008.                             |

## Сатница
| Датум               | Време | Ниво               |
| ------------------- | ----- | ------------------ |
| 14. септембар 2016. | 11:26 | Квалификације (Г1) |
| 14. септембар 2016. | 11:34 | Квалификације (Г2) |
| 15. септембар 2016. | 19:01 | Финале             |

Сва времена су по локалном времену (UTC+3)

## Освајачи медаља
|                            |                          |                        |
| Pongsakorn Paeyo · Тајланд | Пјер Фербанк · Француска | Брент Лакатос · Канада |

## Резултати

### Квалификације
Квалификације су одржане 14.9.2016. годину у 11:26 и 11:34. Такмичари су били подељени у две групе. У финале су се пласирала прва 3 такмичара из сваке групе и 2 на основу резултата.,,
| Пласман | Група | Атлетичар         | Земља                | Класа | ЛР      | ЛРС     | Резултат | Белешка |
| ------- | ----- | ----------------- | -------------------- | ----- | ------- | ------- | -------- | ------- |
| 1.      | 1     | Pongsakorn Paeyo  | Тајланд              | Т53   | 1:39,61 | 1:39,61 | 1:37,45  | КВ, ЛР  |
| 2.      | 1     | Хуџао Ли          | Кина                 | Т53   | 1:40,46 | 1:41,93 | 1:37,77  | КВ, ЛР  |
| 3.      | 1     | Џошуа Џорџ        | САД                  | Т53   | 1:34,43 | 1:37,53 | 1:37,87  | КВ      |
| 4.      | 1     | Донг Хо Јунг      | Јужна Кореја         | Т53   | 1:42,11 | 1:42,11 | 1:38,77  | кв, ЛР  |
| 5.      | 2     | Брент Лакатос     | Канада               | Т53   | 1:38,18 | 1:38,18 | 1:43,37  | КВ      |
| 6.      | 2     | Пјер Фербанк      | Француска            | Т53   | 1:35,76 | 1:37,61 | 1:43,54  | КВ      |
| 7.      | 1     | Хамад Аладвани    | Кувајт               | Т53   | 1:43,57 | 1:43,61 | 1:43,69  | кв      |
| 8.      | 1     | Ричард Колман     | Аустралија           | Т53   | 1:34,68 | 1:39,87 | 1:43,79  |         |
| 8.      | 2     | Брајан Симан      | САД                  | Т53   | 1:34,62 | 1:39,66 | 1:43,79  | КВ      |
| 10.     | 2     | Бјунг Хун Ју      | Јужна Кореја         | Т53   | 1:39,55 | 1:44,47 | 1:44,14  | ЛРС     |
| 11.     | 2     | Јуфеј Џао         | Кина                 | Т53   | 1:42,75 | 1:43,94 | 1:44,46  |         |
| 12.     | 1     | Хитоши Мацунага   | Јапан                | Т53   | 1:40,17 | 1:44,38 | 1:44,67  |         |
| 13.     | 1     | Жан-Филип Маранда | Канада               | Т53   | 1:40,68 | 1:43,52 | 1:44,98  |         |
| 14.     | 2     | Моатез Џомни      | Уједињено Краљевство | Т53   | 1:40,60 | 1:42,67 | 1:46,23  |         |
|         | 2     | Пичет Крунгет     | Тајланд              | Т53   | 1:40,54 | 1:41,38 | НС       |         |
|         | 2     | Патрик Монахан    | Ирска                | Т53   | 1:43,41 | 1:43,41 | НС       |         |

### Финале
Такмичење је одржано 15.9.2016. годину у 19:01.
| Пласман | Атлетичар        | Земља        | Класа | Резултат | Белешка |
| ------- | ---------------- | ------------ | ----- | -------- | ------- |
|         | Pongsakorn Paeyo | Тајланд      | Т53   | 1:40,78  |         |
|         | Пјер Фербанк     | Француска    | Т53   | 1:40,97  |         |
|         | Брент Лакатос    | Канада       | Т53   | 1:41,09  |         |
| 4.      | Брајан Симан     | САД          | Т53   | 1:41,11  |         |
| 5.      | Џошуа Џорџ       | САД          | Т53   | 1:41,23  |         |
| 6.      | Хуџао Ли         | Кина         | Т53   | 1:41,91  |         |
| 7.      | Донг Хо Јунг     | Јужна Кореја | Т53   | 1:42,89  |         |
| 8.      | Хамад Аладвани   | Кувајт       | Т53   | 1:50,62  |         |

#### Пролазна времена (финале)
| Дистанца | Време   | Атлетичар    | Земља     |
| -------- | ------- | ------------ | --------- |
| 400 м    | 54,19   | Пјер Фербанк | Француска |
| 600 м    | 1:17,82 | Пјер Фербанк | Француска |